# In Japan!
Ne doit pas être confondu avec In Japan.
Albums de The Jackson Five
Goin' Back to Indiana
(1971) The Jacksons Live!
(1981)
In Japan! est un album en concert du groupe américain The Jackson Five sorti uniquement au Japon en juillet 1973.

## Présentation
Ce deuxième album live est paru à l'occasion du concert donné au Koseinenkin Hall à Osaka le 30 avril 1973 dans le cadre de la tournée The Jackson 5 World Tour. Il est également connu sous le nom Michael Jackson With The Jacksons 5 - Live (1988). Il a été réédité par le label Hip-O Select en 2004 sous son nom d'origine.

## Titres
1. Introduction/We're Gonna Have A Good Time - 3:41
2. Lookin' Through the Windows - Clifton Davis - 4:30
3. Got to Be There - Elliot Willensky - 3:11
4. Medley: I Want You Back / ABC / The Love You Save - The Corporation - 3:03
5. Daddy's Home - James Sheppard / William Miller - 5:27
6. Superstition - Stevie Wonder - 3:20
7. Ben - Donald Black; Walter Scharf - 3:00
8. Papa Was a Rolling Stone - Barrett Strong / Norman Whitfield - 5:30
9. That's How Love Goes - D. Jones / Johnny Bristol / Wade Bowen - 3:23
10. Never Can Say Goodbye - Clifton Davis - 2:24
11. Ain't That Peculiar - Marvin Tarplin / Robert Rogers / Smokey Robinson / Warren "Pete" Moore - 5:31
12. I Wanna Be Where You Are - Leon Ware / T-Boy Ross - 6:30